# Instituto Internacional de Madrid
El Instituto Internacional de Madrid, fundat en 1903, va tenir abans el seu emplaçament a Santander, Sant Sebastià i Biarritz (França), creat i dirigit per la missionera i educadora protestant Alice Gordon Gulick, que en morir aquest mateix any de 1903 no arribaria a veure la seva definitiva instal·lació a la capital d'Espanya.

## Història

### Alice Gulick
La Constitució espanyola de 1869 va proclamar la llibertat de cultes per a Espanya. Animats per aquesta nova llei, grups de missioners protestants van venir a Espanya. Entre ells, el matrimoni nord-americà William i Alice Gulick. Van arribar en 1871 i van fundar a Santander una missió amb moltes dificultats doncs, malgrat la nova llei, els prejudicis religiosos encara dominaven a les províncies espanyoles, com va descriure Benito Pérez Galdós en la seva novel·la Donya Perfecta de 1876.
En un primer moment, Alice va fundar un petit internat per a noies a la seva pròpia casa, llavor del futur Institut Internacional (inscrit en la Commonwealth de Massachusetts com una associació benèfica-docent sense ànim de lucre), la creació oficial del qual en 1892, va coincidir amb el quart centenari del descobriment d'Amèrica.
En 1892 el col·legi dels Gulick es va traslladar a Sant Sebastià amb el nom de "Col·legi Nord-americà", romanent a la capital guipuscoana quinze anys, fins que la Guerra hispà-nord-americana va interrompre temporalment les seves activitats. Durant els seus anys a Sant Sebastià el col·legi va rebre alumnes de tot Espanya, així com d'altres països. Para les seves activitats va comptar amb la cooperació de professores graduades en «colleges» femenins de l'est dels Estats Units, principalment del Smith, el Mount Holyoke i el Wellesley. Alumnes preparades en el Col·legi Nord-americà van començar a presentar-se per lliure als exàmens en l'Institut de Guipúscoa a Sant Sebastià, i obtenir el seu títol de batxiller, i dues d'elles es van preparar per examinar-se per lliure a la Universitat de Madrid per obtenir la Llicenciatura en Filosofia i Lletres que aconseguirien en 1897. La guerra Hispà-Americana iniciada a l'abril de 1898, va axconsellar traslladar del Col·legi Nord-americà a Biarritz, a l'altre costat de la frontera hispà-francesa, on romandria fins a la tardor de 1903.
En aquesta última quart del segle xix, el matrimoni Gulick havia establert relació amb Gumersindo Azcárate, amb Francisco Giner dels Rius i amb Manuel Bartolomé Cossío, impulsors de la Institució Lliure d'Ensenyament, els mètodes del qual coincidien amb el sistema d'integració que permetia a nenes catòliques i protestants estudiar juntes. Estimulats pels líders institucionistes, els Gulick van fer el seu primer viatge a Madrid en 1901. Aconsellats per Azcárate, el seu advocat i conseller, van comprar un hotelet en la cantonada del Passeig de l'Obelisc amb el carrer Fortuny, a la zona senyorial del barri de Chamberí, i que després de les obres de restauració va permetre el trasllat de l'Institut a Madrid a la tardor de 1903. Al setembre d'aquest mateix any moria a Anglaterra Alice Gordon Gulick i la casa de Fortuny es va inaugurar amb el seu funeral.
Paral·lelament, el gener de 1903 el Consorci reunit en la Old South Church de Boston va proposar reunir fons per a la construcció a Madrid d'un segon edifici veí al de la cantonada de Fortuny, amb àmplies sales de classe, laboratoris i biblioteca. Aquells fons van donar com a fruit l'edifici del carrer Miquel Àngel la construcció del qual es va acabar en 1910, constituint-se en seu de l'Institut i encomanant-se la seva direcció a Susan Huntington, graduada de Wellesley. El nou centre, en col·laboració amb la Junta per a Ampliació d'Estudis es convertiria en un important focus educatiu per a la dona espanyola en els següents anys i serviria de model a dos projectes pioners de la renovació pedagògica a Espanya, la Residència de Senyoretes i Institut-Escola, amb els quals va col·laborar generosament.

### Susan Huntington
Susan Huntington Vernon va transformar l'Institut Internacional. Es van ampliar els seus programes, que es van estendre des del jardí d'infància fins a la fi del batxillerat; es van crear cursos de preparació per a l'accés a l'Escola Normal de Magisteri i per al Conservatori de música. Intel·lectuals com José Ortega y Gasset, Rafael Altamira, Juan Ramón Jiménez, Ramón Menéndez Pidal, entre d'altres, van pronunciar conferències en el seu Paranimf. L'Institut, que mantenia el nom amb què va ser inscrit a Boston en 1892, en 1916, comptava amb 25 alumnes de diferents nacionalitats, espanyoles, franceses, hongareses, peruanes, porto-riquenyes, portugueses i nord-americanes.

### Col·laboració amb la JAE
En 1907, per la influència dels educadors de la Institució Lliure d'Ensenyament, el Govern Español va crear la Junta per a Ampliació d'Estudis i Recerques Científiques (la JAE), centre oficial que va iniciar la seva labor amb la creació del patronat de pensions i la va continuar amb la fundació de la Residència d'Estudiants, inicialment establerta en 1910 al carrer Fortuny i més tard traslladada al complex d'instal·lacions del carrer de la Pineda. El secretari de la JAE, José Castillejo, va sol·licitar la cooperació de l'Institut per donar allotjament a les estudiants dels cursos d'estiu per a estrangers creats per la Junta. I així, durant gairebé dues dècades, l'Institut es va convertir en mecenes de diversos projectes de la JAE, amb especial dedicació a tots els temes relacionats amb l'educació de la dona i de la infància.

### María de Maeztu i l'Institut
La creació en 1915 de la Residència de Senyoretes, sota la direcció de María de Maeztu, va propiciar un dels majors vincles de col·laboració entre l'Institut Internacional i la JAE.
La gestió de Castillejo i de Maeztu va permetre la instal·lació d'aquesta Residència a sengles edificis de la Institució americana, el del carrer Fortuny, al principi, i en el més ampli del carrer Miquel Àngel, després, compartint espai des de 1918 amb l'Institut-Escola. Col·laboració que no es va limitar a la utilització dels seus locals, l'Institut es va encarregar de l'internat de nenes de l'Institut-Escola, així com de les classes d'anglès, esports i jocs. Pel que fa al programa docent de la Residència de Senyoretes, i sota la direcció de Mary Loise Foster del Smith College, es van organitzar cursos de laboratori de química, donades les dificultats d'accés de la dona a determinats privilegis universitaris.
En 1920, María de Maeztu, en un to d'excel·lents relacions amb el Consorci de Boston, va engegar a la biblioteca de l'edifici de Miquel Àngel el Lyceum Club Femení.

### Els anys trenta
En 1930 arribaria a l'Institut Internacional, el primer grup d'estudiants del tercer any (juniors) d'un «college» nord-americà, per perfeccionar la llengua espanyola i per estudiar la cultura i Història d'Espanya. També en aquest període es van muntar els primers cursos de biblioteconomia per preparar bibliotecàries i arxiveres, a partir del mètode de catalogació de Dewey. Però l'expansió dels anys primers anys de la Segona República Espanyola, especialment en aspectes com l'educació de la dona, es van veure truncats amb l'esclat de la guerra civil en 1936.

### Postguerra i supervivència
Per evitar que les propietats de l'Institut Internacional anessin confiscades per la Falange, que ja havia utilitzat algunes per allotjar un grup de noies de la Joventut Hitleriana, l'Ambaixador dels Estats Units, Carlton Hayes, va llogar la seu del carrer Miquel Àngel, per utilitzar el seu edifici com a arxiu. Caducat aquest contracte de lloguer en 1950, la Corporació que, des de Boston, continuava regint els béns de l'Institut Internacional, li va buscar una nova destinació, el Col·legi Estudi, centre privat que des de 1940 funcionava sota la direcció de les seves tres creadores: Jimena Menéndez Pidal, Ángeles Gasset i Carmen García del Diestro.
El Col·legi Estudi, que tractava de mantenir a Madrid un refugi per a l'educació liberal d'acord amb la tradició i els principis del desaparegut Institut-Escola, necessitava més espai, però no comptava amb els fons necessaris per llogar-ho. Una vegada més, l'Institut Internacional (l'amic americà) va posar a la seva disposició la meitat de l'edifici del carrer Miquel Àngel sense cobrar el seu lloguer (tan sols haurien de pagar la meitat de les despeses de manteniment de la casa). Allí van trobar refugi i treball un bon nombre de professors que havien perdut la seva càtedra per raons polítiques.

### Recuperació
A pesar que en la dècada de 1970, l'Institut va estar a punt de desaparèixer quan la Corporació de Boston va votar la seva clausura per falta de fons, superada la crisi ha continuat la seva trajectòria seguint els objectius originals: l'intercanvi cultural entre Espanya i els Estats Units d'Amèrica i l'educació de la dona; a més de mantenir la seva Biblioteca i organitzar i patrocinar col·loquis, concerts, seminaris i cicles de cinema, arts, humanitats, pedagogia, ciències, tecnologia i ciències socials. També ofereix un Programa de Llengua i Cultura Nord-americana i la Beca Ruth Lee Kennedy de suport a la recerca.